# Lycosoides subfasciata
Lycosoides subfasciata är en spindelart som först beskrevs av Simon 1870.  Lycosoides subfasciata ingår i släktet Lycosoides och familjen trattspindlar. Inga underarter finns listade i Catalogue of Life.